# Julius Hirsch (Ökonom)
Julius Hirsch (* 30. Oktober 1882 in Mandel; † 14. August 1961 in New York City) war ein deutsch-amerikanischer Wirtschaftswissenschaftler und Staatssekretär im Reichswirtschaftsministerium.

## Leben
Nach mehrjähriger kaufmännischer Tätigkeit studierte Hirsch Nationalökonomie an der TH Aachen und der Universität Bonn. 1909 wurde er zum Dr. phil. promoviert, 1911 habilitierte er sich an der Handelshochschule Köln für Volkswirtschaft. Ebendort hatte er als Lehrbeauftragter gewirkt. 1917 wurde er außerordentlicher und 1919 ordentlicher Professor für Privatwirtschaftslehre an der Universität zu Köln. Er war der erste betriebswirtschaftliche Ordinarius jüdischen Glaubens in Deutschland.

Noch 1919 wurde Hirsch Abteilungsleiter für Fragen der Übergangswirtschaft im Reichsernährungsministerium in Berlin und im selben Jahr Staatssekretär im Reichswirtschaftsministerium. Dort wirkte er seit August 1919 als Staatssekretär im Reichswirtschaftsministerium unter sozialdemokratischer Führung maßgeblich mit, die Kriegsfolgen (Reparations- und Währungsprobleme) zu überwinden. Ebenso war er als Unterstaatssekretär in die damaligen Vorgänge einer Politik der „Sozialisierung“ involviert, für die Sozialisierungskommissionen eingesetzt wurden. Da mit der „Sozialisierung“ die „[…] Aufhebung des Privateigentums an den Produktionsmitteln zugunsten der Allgemeinheit […]“ angestrebt wurde, ist diese seitens der Unternehmen und Banken wiederum als drohende „Zwangswirtschaft“ verunglimpft worden. So schrieb z. B. der damalige Direktor der Deutschen Bank, Oskar Schütter, am 19. Februar 1920 an Paul Silverberg, dem damaligen Generaldirektor der Rheinischen AG für Braunkohlenbergbau und Brikettfabrikation, in deren Aufsichtsrat Schütter saß: 
„Mit Ihnen bin auch ich der Meinung, daß die Leitsätze so ziemlich das Ungeheuerlichste enthalten, was bis jetzt auf dem Gebiet der Zwangswirtschaft geboten worden ist, und daß es in der Tat die höchste Zeit ist, daß die Herren Schmidt und Hirsch entfernt werden, falls Deutschland nicht ganz ruiniert werden soll.“
Nach dem Rücktritt des sozialdemokratischen Reichswirtschaftsministers Robert Schmidt wurde auch Julius Hirsch, demokratisch orientiert, zum 1. März 1923 zur Disposition gestellt. Nach dem Verlust seines Amtes in der Politik 1923 ging Julius Hirsch in die Wissenschaft zurück. Da er seinen Kölner Lehrstuhl 1919 aufgegeben hatte, lehrte er ab 1924 an der Handelshochschule Berlin und zudem als Honorarprofessor an der Universität Berlin. Nach der nationalsozialistischen Machtübernahme wurde er aus rassistischen Gründen 1933 zwangsemeritiert und emigrierte über die Niederlande nach Dänemark.
Dort lehrte Hirsch bis zum deutschen Überfall auf Dänemark am 9. April 1940 an der Handelshochschule Kopenhagen und hatte großen Einfluss auf die Entwicklung der Wirtschaftswissenschaft in Dänemark. 1941 emigrierte Hirsch in die Vereinigten Staaten, wo er an der New School for Social Research in New York City lehrte. Zudem beriet er die amerikanische Regierung sowie Privatunternehmen in wirtschaftspolitischen Fragen.

Aus Anlass seines 70. Geburtstages verlieh ihm die Freie Universität Berlin 1952 den Titel eines Ehrendoktors, in der Begründung heißt es, er wird verliehen: 
„[…] dem Forscher auf dem Gebiet der Handelswissenschaft, der Jahre lang der früheren Handelshochschule und der Friedrich-Wilhelms-Universität in Berlin unermüdlich und erfolgreich seine Kräfte widmete, der durch seine Werke das Ansehen und die Bedeutung seines Faches hervorragend gemehrt und entscheidend dazu beigetragen hat, Wissenschaft und Praxis in engen und fruchtbaren Kontakt zu bringen.“

## Schriften (Auswahl)
- Das Warenhaus in Westdeutschland, seine Organisation und seine Wirkung. Leipzig 1910.
- Die Filialbetriebe im Detailhandel unter hauptsächlicher  Berücksichtigung der  kapitalistischen Massenfilialbetriebe in Deutschland u. Belgien. Marcus & Weber, Bonn 1913.
- Der moderne Handel, seine Organisation und Formen und die staatliche Binnenhandelspolitik. Mohr, Tübingen 1925.  Grundriss der Sozialökonomik. V. Abteilung: Handel, Transportwesen, Bankwesen Teil II.
- Das amerikanische Wirtschaftswunder. S. Fischer, Berlin 1925.
- Die Wirtschaftskrise. S. Fischer, Berlin 1931.
- Die Handelsspanne – Arbeitstagung der Forschungsstelle für den Handel, Berlin, am 22. April 1931. Mit 15 Diskussionsreden u. Tabellenanh. über d. Höhe d. Handelsspannen u. Handelskosten. Hrsg. mit Karl Brandt. Forschungsstelle für den Handel, Berlin C 2, Spandauerstr. 42, 1931.
- Den moderne handels omkostninger : rationalisering ved sammenligning af erfaringer i flere lande. Übersetzung von  Knud Larsen. Schønberg, København 1935. (Übersetzung des Titels: Die Unkosten des modernen Handels.)
- Price Control in the War Economy. Harper, New York 1943.